# Morti nel 1990/Luglio
| Questa pagina contiene informazioni ricavate automaticamente dalle voci biografiche con l'ausilio del template Bio e di un bot. L'aggiornamento è periodico e automatico e ricostruisce completamente la pagina. Se manca una persona in questa lista, sei pregato di non aggiungerla, ma accertati piuttosto che la sua voce biografica contenga il template Bio e che i dati anagrafici siano correttamente compilati. Se il template Bio manca, inseriscilo tu stesso o, in alternativa, metti l'avviso {{tmp\|Bio}} che ne segnala la mancanza. Se i dati riportati sono sbagliati, correggi direttamente la voce biografica; le modifiche saranno visibili in questa lista entro pochi giorni. Per chiarimenti vedi il progetto biografie. La lista contiene solo le 88 persone che sono citate nell'enciclopedia e per le quali è stato implementato correttamente il template Bio. Pagina aggiornata al 3 mar 2024. |

- 1º luglio - Ivan Aleksandrovič Serov, generale, politico e agente segreto sovietico (n. 1905)
- 2 luglio - Giuseppe Montalenti, biologo e genetista italiano (n. 1904)
- 2 luglio - Antoine Saint-John, attore francese (n. 1940)
- 3 luglio - Armand Apell, pugile francese (n. 1905)
- 4 luglio - Phil Boggs, tuffatore statunitense (n. 1949)
- 4 luglio - Marshall Hall, matematico statunitense (n. 1910)
- 4 luglio - Nathaniel Wyeth, ingegnere chimico e inventore statunitense (n. 1911)
- 6 luglio - Ruth Becker,  statunitense (n. 1899)
- 6 luglio - Félix Podmaniczky, regista ungherese (n. 1914)
- 6 luglio - Georg Schmidt, allenatore di calcio austriaco (n. 1927)
- 7 luglio - Cazuza, cantautore brasiliano (n. 1958)
- 7 luglio - Hugo Makibi Enomiya-Lassalle, gesuita e missionario tedesco (n. 1898)
- 8 luglio - Howard Duff, attore statunitense (n. 1913)
- 8 luglio - Jean de Marco, scultore italiano (n. 1898)
- 9 luglio - Hélène Boschi, pianista svizzera (n. 1917)
- 9 luglio - Émile Nurenberg, calciatore lussemburghese (n. 1918)
- 9 luglio - Ėduard Adol'fovič Penclin, regista cinematografico sovietico (n. 1903)
- 9 luglio - Friedrich Wegener, patologo tedesco (n. 1907)
- 10 luglio - Giovanni Buttafava, critico cinematografico, saggista e traduttore italiano (n. 1939)
- 10 luglio - Antonio Castellaccio, politico italiano (n. 1925)
- 10 luglio - Giacomo Pozzi Bellini, fotografo italiano (n. 1907)
- 10 luglio - Sergej Ignat'evič Rudenko, generale e politico sovietico (n. 1904)
- 11 luglio - Dick Schmüll, allenatore di pallacanestro olandese (n. 1908)
- 11 luglio - Sun Yu, regista cinese (n. 1900)
- 12 luglio - Savkuz Dzarasov, lottatore sovietico (n. 1930)
- 12 luglio - João Saldanha, giornalista, allenatore di calcio e calciatore brasiliano (n. 1917)
- 13 luglio - Lois Moran, attrice statunitense (n. 1909)
- 13 luglio - Laura Perls, psicologa e psicoterapeuta tedesca (n. 1905)
- 14 luglio - Philip Leacock, regista britannico (n. 1917)
- 14 luglio - Walter Sedlmayr, attore tedesco (n. 1926)
- 15 luglio - Oleg Kagan, violinista sovietico (n. 1946)
- 15 luglio - Margaret Lockwood, attrice britannica (n. 1916)
- 15 luglio - Luigi Rigamonti, lottatore e chirurgo italiano (n. 1920)
- 16 luglio - Miguel Muñoz, calciatore e allenatore di calcio spagnolo (n. 1922)
- 16 luglio - Valentin Pikul', scrittore sovietico (n. 1928)
- 16 luglio - Enrico De Negri, storico della filosofia italiano (n. 1902)
- 17 luglio - Guglielmo Giovannini, allenatore di calcio e calciatore italiano (n. 1925)
- 17 luglio - Wilf Grant, allenatore di calcio e calciatore inglese (n. 1920)
- 17 luglio - Edward Aloysius Murphy, militare e ingegnere statunitense (n. 1918)
- 18 luglio - Štefan Čambal, allenatore di calcio e calciatore cecoslovacco (n. 1908)
- 18 luglio - André Chastel, storico dell'arte francese (n. 1912)
- 18 luglio - Giampiero Mangiarotti, calciatore italiano (n. 1935)
- 18 luglio - Alberto Vesperoni, calciatore argentino (n. 1908)
- 18 luglio - Wayne and Shuster, attore e comico canadese (n. 1918)
- 18 luglio - Yun Bo-seon, politico sudcoreano (n. 1897)
- 19 luglio - Franco Enna, scrittore italiano (n. 1921)
- 19 luglio - Gusman Kosanov, velocista sovietico (n. 1935)
- 19 luglio - Eddie Quillan, attore statunitense (n. 1907)
- 20 luglio - Carlo Cavagnoli, pugile italiano (n. 1907)
- 20 luglio - Georges Flamant, attore francese (n. 1903)
- 20 luglio - Sergej Iosifovič Paradžanov, regista armeno (n. 1924)
- 21 luglio - Heitor Canalli, calciatore brasiliano (n. 1907)
- 21 luglio - Sacha Pitoëff, attore e regista francese (n. 1920)
- 21 luglio - Ubaldo Rey, alpinista italiano (n. 1923)
- 21 luglio - Stanley Shapiro, sceneggiatore, scrittore e attore statunitense (n. 1925)
- 22 luglio - Lucy Knoch, attrice statunitense (n. 1923)
- 22 luglio - Silvio Lucev, cestista italiano (n. 1934)
- 22 luglio - Otmar Nussio, compositore, flautista e direttore d'orchestra svizzero (n. 1902)
- 22 luglio - Manuel Puig, scrittore, drammaturgo e sceneggiatore argentino (n. 1932)
- 22 luglio - Ėduard Strel'cov, calciatore sovietico (n. 1937)
- 23 luglio - Otto Ambros, chimico tedesco (n. 1901)
- 23 luglio - Gianni Mattioni, calciatore italiano (n. 1922)
- 23 luglio - Bert Sommer, cantante e attore statunitense (n. 1949)
- 23 luglio - Kenjirō Takayanagi, ingegnere giapponese (n. 1899)
- 24 luglio - Giuseppe Ciribini, ingegnere italiano (n. 1913)
- 24 luglio - Alan Clarke, regista britannico (n. 1935)
- 24 luglio - Coen Dillen, calciatore olandese (n. 1926)
- 24 luglio - Pasquale Fornara, ciclista su strada italiano (n. 1925)
- 24 luglio - Arno Arthur Wachmann, astronomo tedesco (n. 1902)
- 25 luglio - Arnaldo Battistoni, incisore e pittore italiano (n. 1921)
- 25 luglio - Alfredo Pián, pilota automobilistico argentino (n. 1912)
- 25 luglio - Manuel Sagarzazu, calciatore spagnolo (n. 1903)
- 25 luglio - Kuzman Sotirović, calciatore jugoslavo (n. 1908)
- 26 luglio - Giovanni Astengo, urbanista e architetto italiano (n. 1915)
- 26 luglio - Brent Mydland, tastierista e cantante statunitense (n. 1952)
- 26 luglio - Giorgio Scarlatti, pilota automobilistico italiano (n. 1921)
- 27 luglio - Elizabeth Allan, attrice britannica (n. 1910)
- 27 luglio - Bobby Day, cantautore statunitense (n. 1928)
- 27 luglio - Ed Emshwiller, artista, illustratore e regista statunitense (n. 1925)
- 28 luglio - Jill Esmond, attrice britannica (n. 1908)
- 29 luglio - Bruno Kreisky, politico austriaco (n. 1911)
- 29 luglio - Arthur Samuel, informatico statunitense (n. 1901)
- 30 luglio - Ferrero Alberti, allenatore di calcio e calciatore italiano (n. 1909)
- 30 luglio - Gustaf Jonsson, fondista svedese (n. 1903)
- 31 luglio - Toshiro Kageyama, giocatore di go giapponese (n. 1926)
- 31 luglio - Lovro Radonjić, allenatore di pallanuoto e pallanuotista jugoslavo (n. 1928)
- 31 luglio - Fernando Sancho, attore spagnolo (n. 1916)
- 31 luglio - Jaume Sospedra, calciatore spagnolo (n. 1913)